# Офіційна версія (фільм)
«Офіційна версія» (ісп. La historia oficial) — аргентинський фільм 1985 року, який отримав велику кількість міжнародних премій, зокрема Оскар і Золотий глобус як найкраща іноземна стрічка.

## Сюжет
Дія фільму відбувається 1983 року в Буенос-Айресі, невдовзі після повалення військової диктатури і завершення «Брудної війни». Головна героїня Алісія Марнет де Ібаньєс (Норма Алеандро) — далека від політики вчителька історії, щаслива у шлюбі з успішним юристом Роберто (Ектор Алтеріо), має п'ятирічну прийомну дочку Габі. Після повернення її подруги Ани (Чунчуна Вільяфаньє) Алісія дізнається, що її прийомна дочка є дитиною політичного в'язня, а чоловік причетний до злочинів диктатури. Ця подія стає поворотною в її житті. Вона хоче дізнатися правду і впритул стикається з реаліями диктаторського режиму.

## У ролях
- Ектор Алтеріо — Роберто
- Норма Алеандро — Алісія
- Чунчуна Вільяфаньє — Ана
- Уго Арана — Енріке
- Гільєрмо Батталья — Хосе
- Чела Руїс — Сара
- Патрісіо Контрерас — Бенітес
- Марія Луїса Робледо — Ната
- Аналія Кастро — Габі

## Нагороди
Фільм отримав 22 нагороди і 3 номінації, зокрема:
- Оскар:
  - найкращий іноземний фільм (вперше за історію аргентинського кінематографу)
  - найкращий оригінальний сценарій (номінація)
- Золотий глобус як найкращий іноземний фільм
- Каннський кінофестиваль:
  - номінація на Золоту пальмову гілку
  - приз екуменічного журі
  - найкраща акторка
- приз Отто Дібеліуса Берлінського кінофестивалю